# Съюз за закрила на децата в България
Съюзът за закрила на децата в България (СЗДБ) е българска обществена, благотворителна и просветна организация, подпомагана и ръководена от държавата. Основан е в 1925 година от Констанца Ляпчева, княгиня Евдокия. и д-р Стефан Ватев. Член е на Международния съюз за закрила на децата в Женева.

## Основаване
През 1924 година Българският червен кръст е поканен да вземе участие в Четвъртия международен конгрес за закрила на децата, който се провежда във Виена и Будапеща. Един от двамата български делегати, д-р Стефан Ватев е впечатлен от чуждия опит в законодателството и в откриването на институции за деца. След завръщането си той поема инициатива за формиране на Съюз за закрила на децата и в България. Усилията му са подкрепени от Българския червен кръст, Българския женски съюз и редица благотворителни организации. В началото на 1925 година в България пристига Фредерика Фройнд, представител на Международния
съюз за закрила на децата и организира акция за подпомагане на бежанските деца. Тя намира съмишленик за каузата си в лицето на Констанца Ляпчева, съпруга на Андрей Ляпчев.
През юни 1925 година е основан Съюзът за закрила на децата в България. За негов председател е избран д-р Стефан Ватев.
По-късно през същата година Фройнд подпомага децата в Петричко, пострадали от гръцкото нахлуване.

## Цели и предмет на дейност
Според устава на Съюза, приет през август 1925 година от Министерството на вътрешните работи и народното здраве, негова основна цел е  „да се грижи за всестранното физическо и духовно развитие на детето“. Предвижда се обединяване на всички дружества, които подпомагат обществено деца и юноши и се грижат за най-широко разпространяване на идеите на Съюза. СЗДБ прави проучвания в областта на детското подпомагане, обединява, ръководи и устройва подпомагането на деца и юноши чрез настаняването им в заведения за обществено подпомагане (ясли, сиропиталища и други), полага грижи за нравственото и физическото укрепване на децата (трапезарии, летовища, летни детски игрища, лагери, детски дневни домове и други), урежда отпразнуването на Деня на детето. Дружествата на Съюза се борят за усъвършенстване на нормативната база, свързана с майчинството и подпомагането на подрастващите, проучва проблемите им.
Дейността на дружествата е насочена към събиране на помощи за бедни деца, поддържане на ученически трапезарии, провеждане на тържества с предимно религиозни ритуали. Членовете на Съюза полагат грижи за физическото и интелектуалното развитие на децата. Необходимите средства клоновете на съюза набавят от членски внос на благотворителните дружества и на отделни членове; от средствата, събрани на празника на Деня на детето; от помощи от СЗДБ, от бюджетите на общините, областните управления и държавата; от дарения, завещания; от забави, вечеринки и други. Полагат се много усилия за уреждане на ученическите трапезарии, включително за  осигуряване на по-здравословна и питателна храна.
През 1925-1926 година с подкрепата на Международния съюз за закрила на децата СЗДБ предприема мащабна акция в помощ на бежанските деца, като отваря кухни за тях.
След Чирпанското земетресение Съюзът за закрила на децата построява летовище в местността Селце, Дорковско землище, където да подслони децата през лятото.
След 1944 година СЗДБ участва в комисиите по настаняване в България на деца от Югославия, пострадали от войната.

## Организационно структура и управление
Допуска се колективно и индивидуално членство в Съюза, има почетни и действителни членове. Почетните членове по право и сред тях са кметът на града, председателят на училищното настоятелство, училищни инспектори, висшето духовно лице в града и други. Организационно, Съюзът е съставен от местни клонове, наричани и дружества. През 1926 година СЗДБ има 8 клона, през 1932 - 249, през 1936 г. – 910, а през 1937 г. – 1131. Дружествата се управляват от Общо събрание, Управителен и Проверителен съвет.
В Общото събрание влизат всички почетни членове и двама делегати от действителните. Заседават през март, септември и декември. Чрез тайно гласуване избират Настоятелство с мандат три години. Настоятелството се състои от шест души (председател, подпредседател, секретар, касиер, домакин и съветник). Тяхна задача е да събират средства за целите на клона и да следят за изпълнението на решенията на Общото събрание. Проверителният съвет се състои от трима души и отговаря за ревизирането на приходите и разходите, книговодството и счетоводството. Прави ревизии непосредствено преди Общите събрания.

## Отношения с властта
Образуването на дружествата на Съюза става под ръководството на властта, особено след 1934 година. Обикновено те се ръководят от кметовете, подпомагани са от свещеници. Покровител на СЗДБ е царица Йоана.
Съюзът има почетни и действителни членове. Почетните са по право и сред тях са кметът на града, председателят на училищното настоятелство, училищни инспектори, висшето духовно лице в града и други.
Според Закона за общественото подпомагане от 1934 година всички дружества, които работят за подпомагане на деца до 18 години, трябва да членуват в СЗДБ.
След деветосептемврийския преврат през 1944 година дейността на СЗДБ намалява, но не е прекратена. В някои случаи властта продължава да подкрепя СЗДБ. На 24 декември 1947 година Министерски съвет взима решение за отпускане на помощ на Съюза за закрила децата в България - клон Враца.
През 1951 година Съюзът е закрит.

## Архивно наследство
В архиви от системата на Държавна агенция „Архиви“ се съхраняват фондове или отделни документи на СЗДБ. Фондовете са:
- Държавен архив – Габрово - ф. 709К, Групов фонд „Съюз за закрила на децата – Габровско" (1936-1949)[5]
- Държавен архив – Смолян - ф. 60К, Съюз за закрила на децата – Смолян (1932-1944)[12]
- Държавен архив – София - ф. 382К, Съюз за закрила на децата - Етрополе, Софийско[13] и ф. 1390К, Съюз за закрила на децата в България - клон с. Момина баня, Софийско (1935 - 1944)[14]
- Държавен архив – Шумен - ф. 285К, Детски ясли към Съюза за закрила на децата – Шумен (1935-1946)[15] и ф. 472К, Съюз за закрила на децата в България – клон с. Пет могили, Шуменско (1935-1944)[16]